# Антохин, Виктор Николаевич

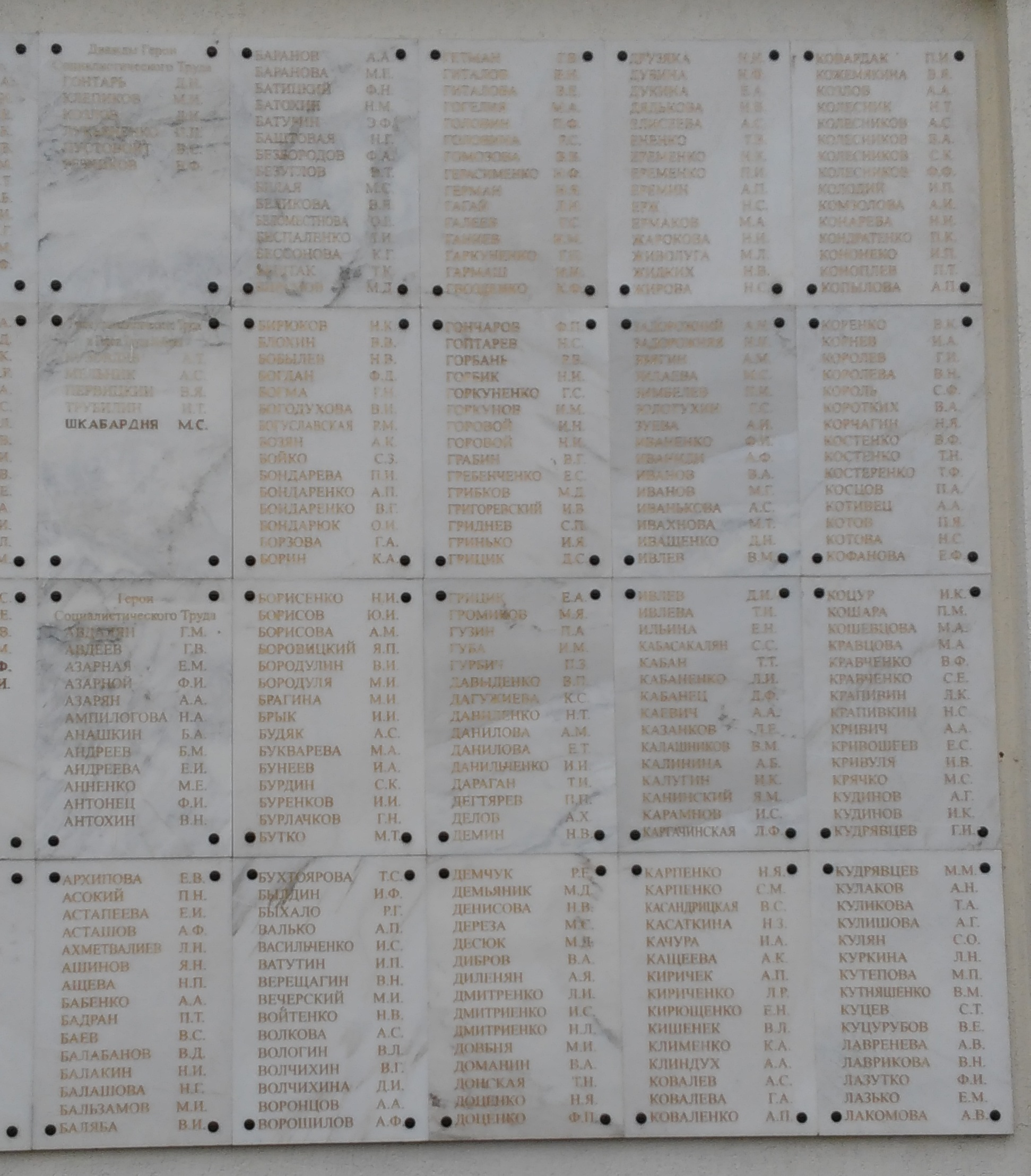

Виктор Николаевич Антохин (25.6.1929 — 13.5.2010) — звеньевой совхоза «Урупский» Новокубанского района Краснодарского края. Герой Социалистического Труда (23.06.1966).

## Биография
Родился 25 июня 1929 года в станице Урупская Северо-Кавказского края, (ныне станица Советская Новокубанского района Краснодарского края) в семье крестьянина. Русский.
После окончания Тихорецкого училища механизации сельского хозяйства работал в семеноводческом совхозе «Урупский» Новокубанского района механизатором. Позже В. Н. Антохин возглавил механизированное звено по выращиванию пропашных культур, которое по итогам работы в 7-й семилетке (1959-1965) явилось одним из передовых на Кубани по выращиванию кукурузы и овощей.
Указом Президиума Верховного Совета СССР от 23 июня 1966 года за успехи, достигнутые в увеличении производства и заготовок пшеницы, ржи, гречихи, риса, других зерновых и кормовых культур и высокопроизводительном использовании техники, Антохину Виктору Николаевичу присвоено звание Героя Социалистического Труда с вручением ордена Ленина и золотой медали «Серп и Молот.
В последующие годы его звено продолжало лидировать среди сельскохозяйственных тружеников Новокубанского района, звеньевой В. Н. Антохин за ударный труд был награждён ещё тремя орденами.
Заслуженный механизатор сельского хозяйства РСФСР (21.09.1970). Заслуженный работник сельского хозяйства Кубани (09.01.1996).
Проживал в родной станице Советской. Скончался 13 мая 2010 года.

## Семья
Жена.

## Награды
- Золотая медаль «Серп и Молот» (23.06.1966);
- Орден Ленина (23.06.1966)
- Орден Октябрьской Революции (08.04.1971)
- Орден Трудового Красного Знамени (15.12.1972)
- Орден Дружбы народов (29.08.1986)
- Медаль «В ознаменование 100-летия со дня рождения Владимира Ильича Ленина» (6 апреля 1970)
- Медали
- Золотая медаль ВДНХ СССР (23.10.1965)
- Серебряная медаль ВДНХ СССР (19.12.1963)
- две Бронзовые медали ВДНХ СССР (03.05.1967; 22.06.1982)

## Память
На могиле Героя установлен надгробный памятник.